# Camponotus paradoxus
Camponotus paradoxus é uma espécie de inseto do gênero Camponotus, pertencente à família Formicidae.